# Aksi
Aksi (aussi connue comme Väike-Prangli) est une île d'Estonie située dans le golfe de Finlande.

## Géographie
Formant un petit archipel avec ses voisines Prangli et Keri, elle appartient à la municipalité de Viimsi. Pierreuse, sableuse à son extrémité Sud, elle a peu de végétation sauf quelques bouleaux et genévriers. 

## Histoire
Elle a été habitée de 1790 à 1953, avant que les derniers habitants ne soient chassés par les garde-frontières russes. 
Le phare d'Aksi a été construit en 1986. Désactivé de 1998 à 2007, il est de nouveau en service.

## Galerie

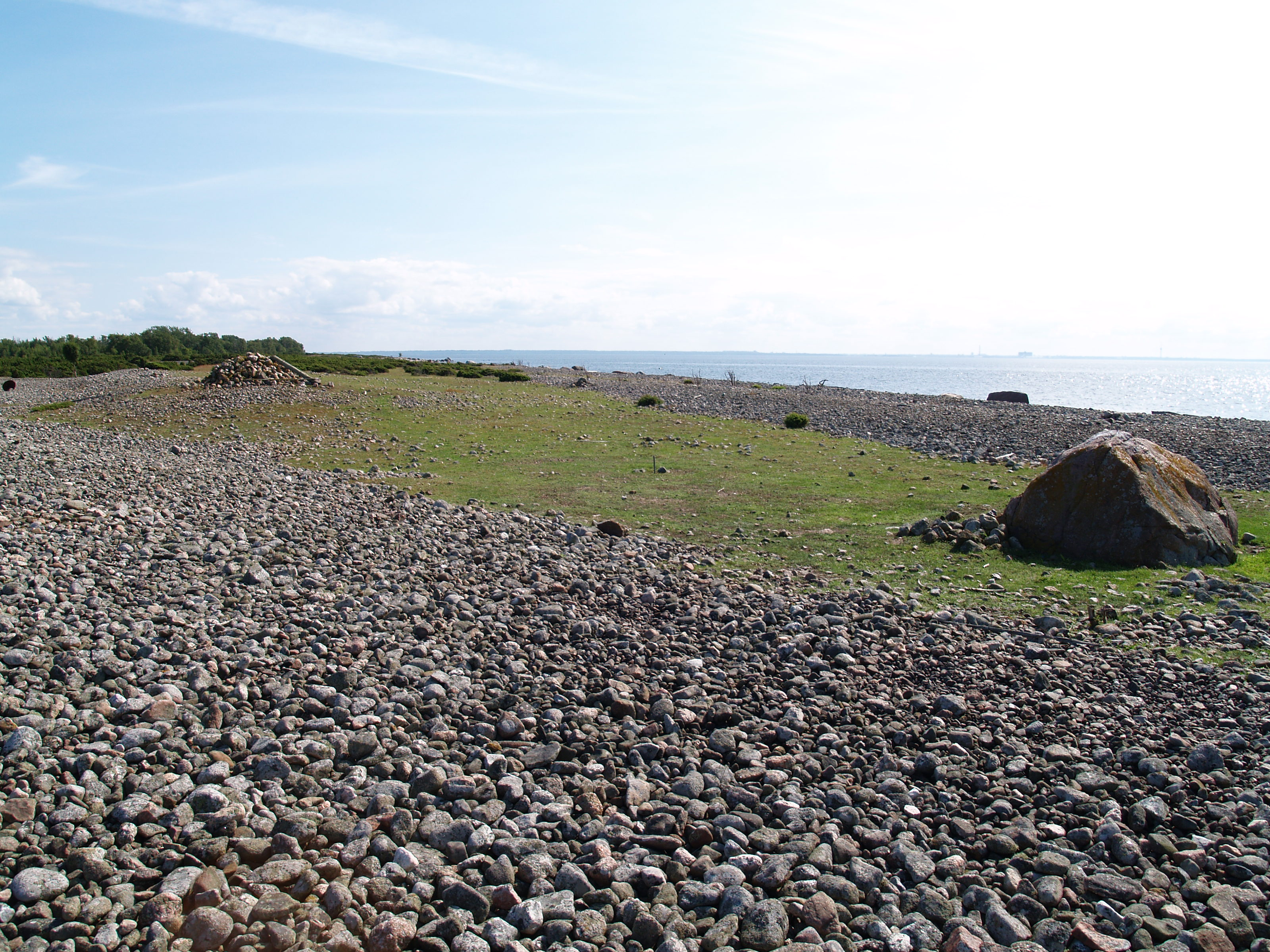
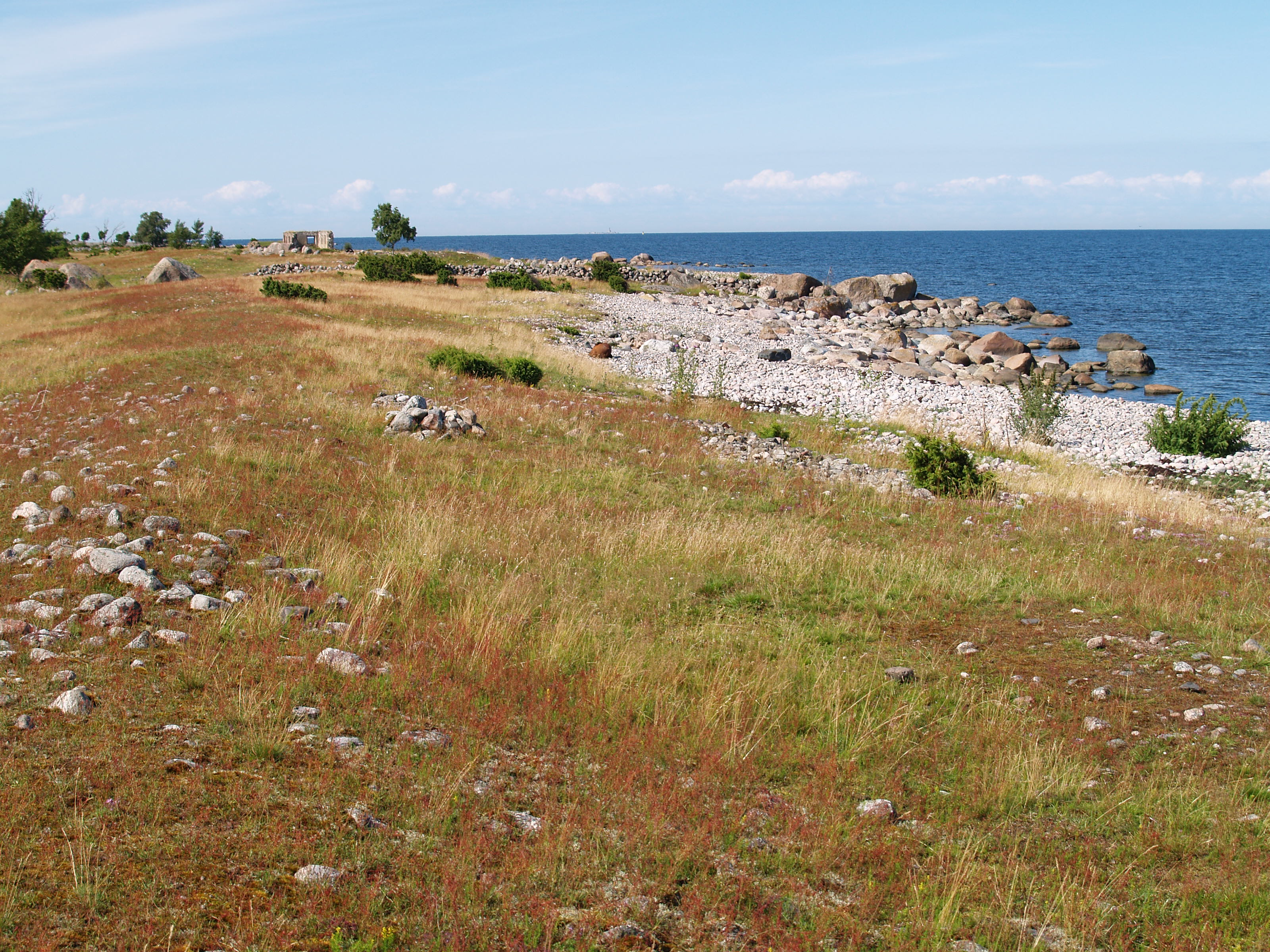
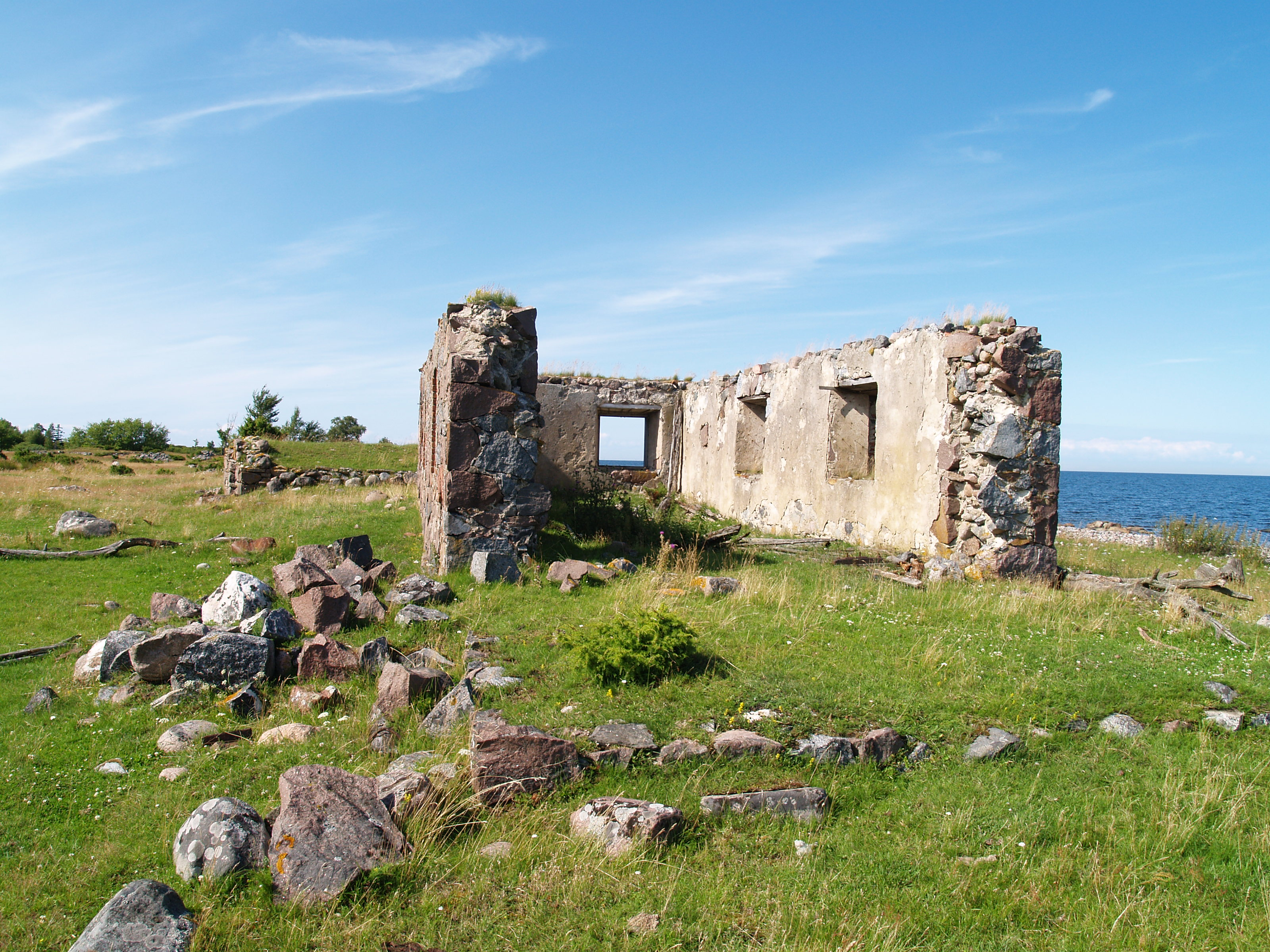
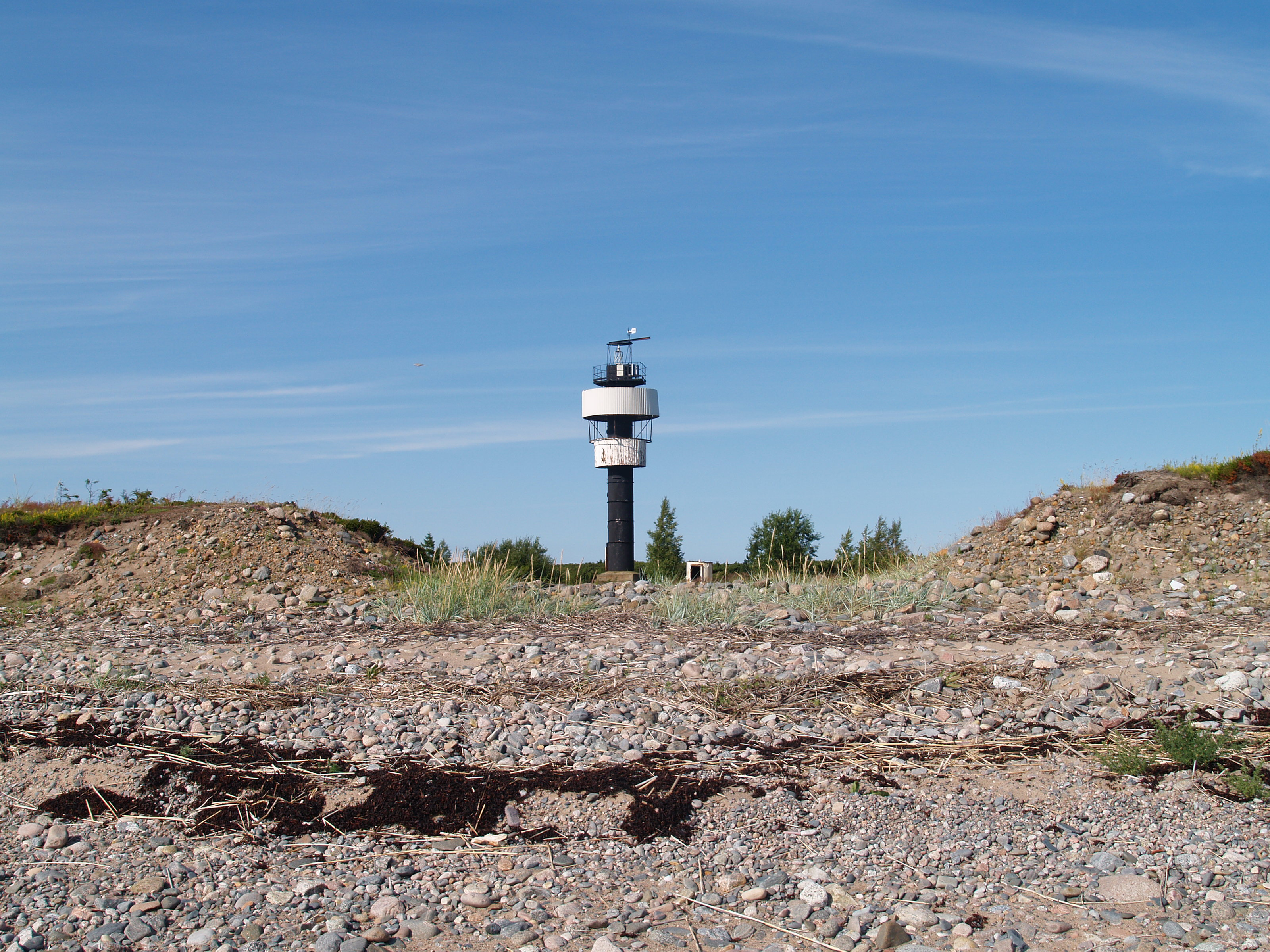
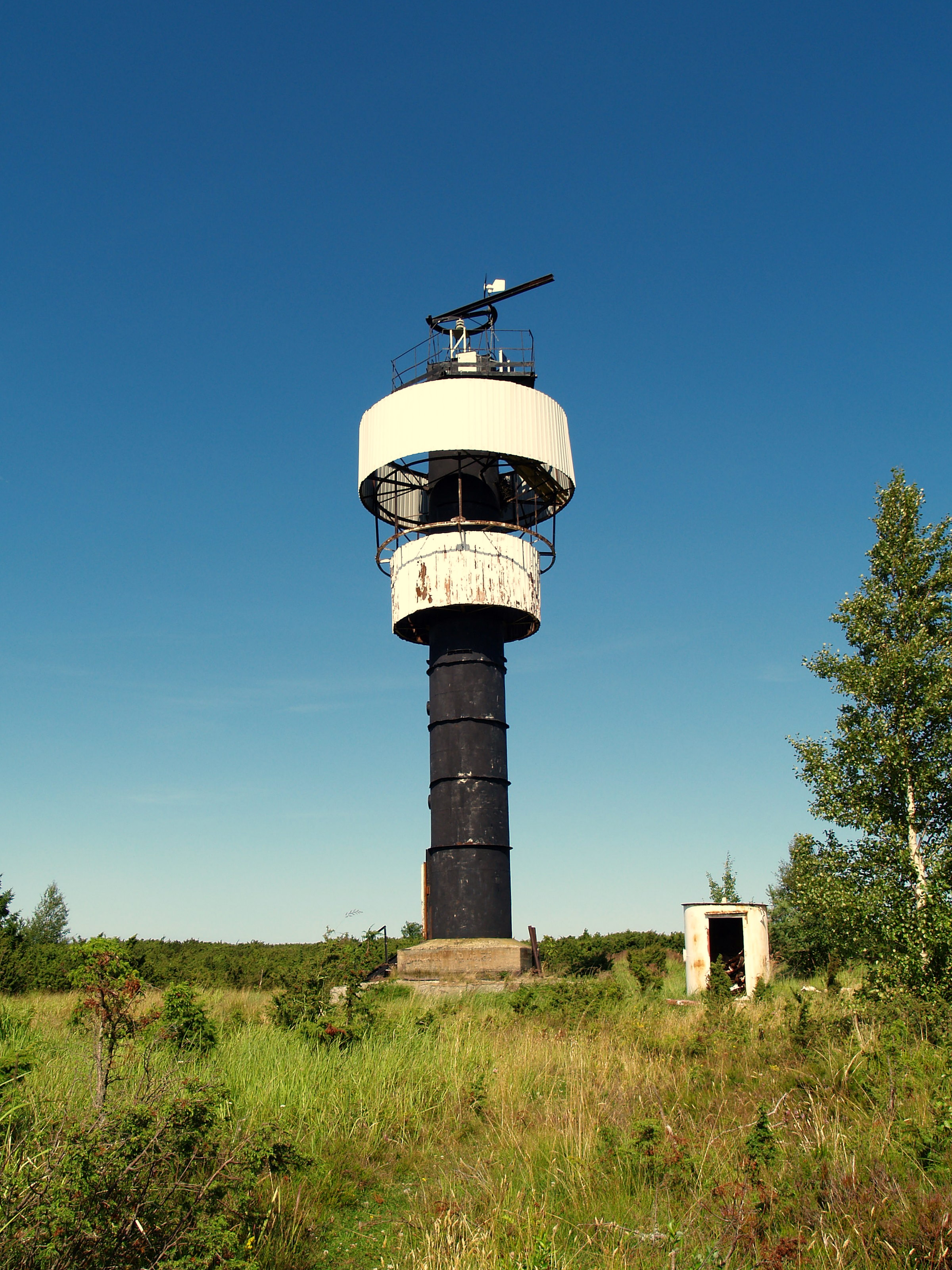
Phare d'Aksi
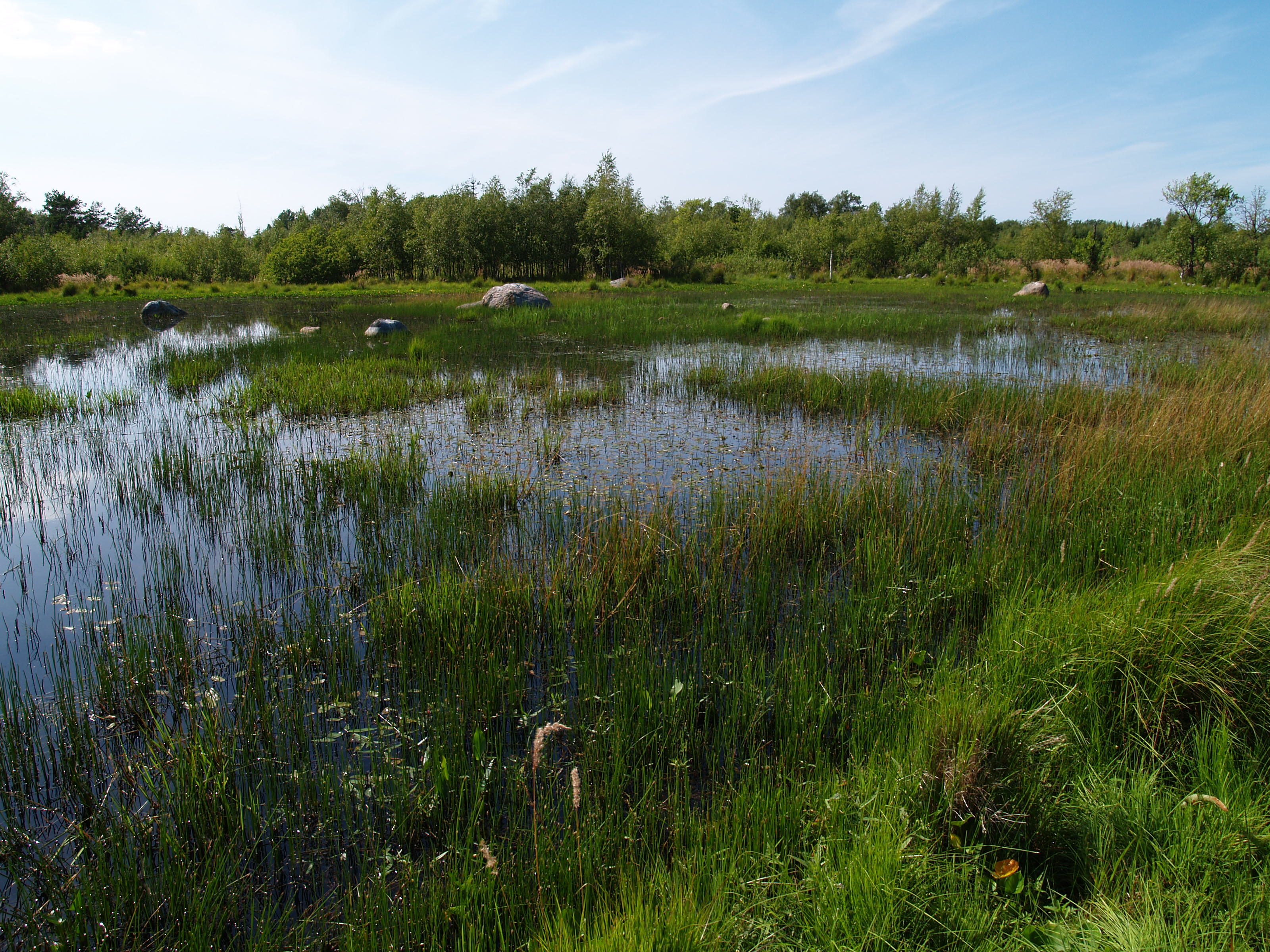